# Drepanophorus cerinus
Drepanophorus cerinus är en djurart som tillhör fylumet slemmaskar, och. Drepanophorus cerinus ingår i släktet Drepanophorus och familjen Drepanophoridae. Inga underarter finns listade i Catalogue of Life.